# HR Lyrae
HR Lyrae, auch Nova Lyr 1919, war eine mittelschnelle Nova vom Typ NA, die am 6. Dezember 1919 im Sternbild Leier mit einer scheinbaren Helligkeit von 6,5m von Joanna C. S. Mackie während ihrer systematischen Suche nach Novae in der Milchstraße auf Fotos vom Harvard-College-Observatorium entdeckt wurde.
Die Abnahmezeiten der Helligkeit waren je nach verwendeter Methode zwischen 31 und 97 Tagen. Die Amplitude betrug mindestens 9,5. Basierend auf den vorliegenden Werten, wird die absolute Helligkeit im Maximum auf −6,9m bis −7,2m (± 1,1m) und im Minimum auf +2,3m bis +2,6m (± 1,1m) geschätzt.
Der Stern zeigt eine aktive Ruhephase mit Helligkeitsschwankungen in verschiedenen Zeitskalen. Visuelle Beobachtungen über einen Zeitraum von zehn Jahren zeigen auch lange Zeiträume, in denen der Stern zwischen 15,4 und 15,7 Magnituden lag. Einige Merkmale weisen darauf hin, dass es sich auch um eine rekurrierende Nova handeln könnte.